# Bedřich Judytka

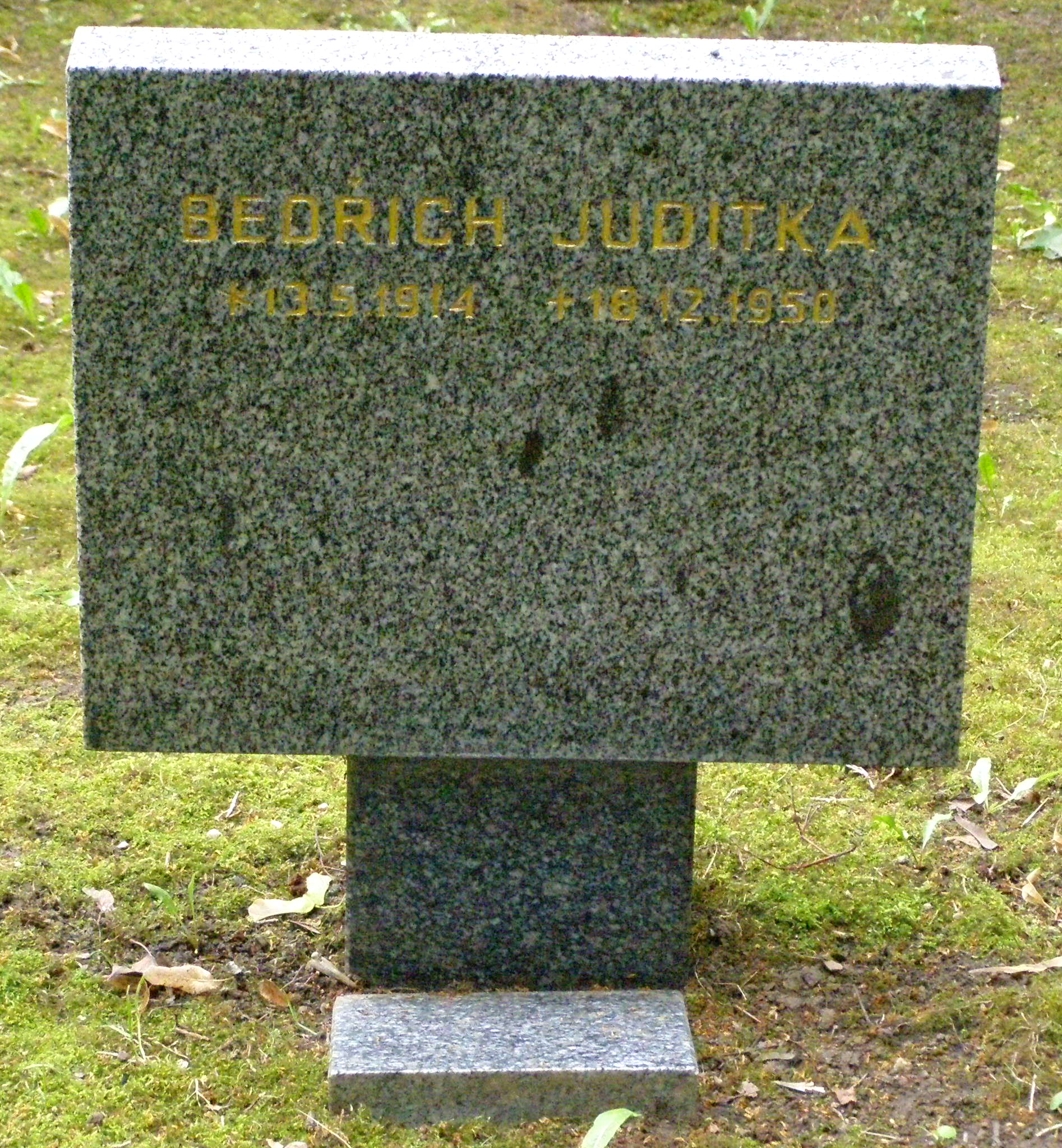
Symbolický hrob na Čestném pohřebišti popravených a umučených z padesátých let (III. odboj) na Ďáblickém hřbitově v Praze

Bedřich Judytka (13. květen 1914 Postřižín – 18. prosinec 1950 Praha) byl údajný zakladatel ilegální odbojové organizace Dr. Edvard Beneš. Byl souzen v 50. letech 20. století v politickém monstrprocesu Kolín, Weiland a spol. 

## Život a činnost
Narodil se do rodiny dělníka Antonína Judytky a jeho manželky Marie, roz. Plickové, a pokřtěn byl jmény Bedřich František. Vystudoval tři třídy občanské školy a dva roky pokračovací školy. Vyučil se stavebním dělníkem, nicméně v osmnácti letech odešel dobrovolně na vojnu, kde se stal četařem. Měl za manželku Annu Horákovou, s níž měl 3 děti. Mezi lety 1938–1948 pracoval u finanční stráže. V době svého zatčení pracoval jako úředník finančního referátu ONV v Rumburku.
V období první republiky se nevěnoval politické činnosti. Až od roku 1945 byl členem ČSSD. Po sloučení ČSSD s KSČ v roce 1948 bylo potřeba zažádat o nové stranické členství, avšak Bedřich Judytka nebyl do strany přijat.

### Zatčení, obžaloba, rozsudek
Bedřich Judytka byl obviněn z trestného činu velezrady, vyzvědačství, loupeže a spolupachatelství vraždy. Měl být zakladatelem protistátní skupiny s názvem „Dr. Edvard Beneš“, která působila od července 1949. Jejím hlavním cílem měla být likvidace, především krajských, politických činitelů, konkrétně členů SNB a vyšších funkcionářů KSČ. Dalšími úkony organizace mělo být ničení telefonního a elektrického vedení, zneklidňování obyvatelstva a vyzvědačství. Bedřich Judytka měl v organizaci zastávat funkci velitele s krycím jménem Jana, později Barbora. 
Členové organizace údajně odhlasovali návrh Bedřicha Judytky, týkající se vraždy Jiřího Daneše-Hradeckého, podezřívaného ze zrady. Jiří Daneš-Hradecký byl zabit v září 1949. Vražda Daneše a osoba Bedřicha Judytky byly též zmíněny v průběhu procesu s Miladou Horákovou. Mezi další provinění Bedřicha Judytky patřilo loupežné přepadení poštovního automobilu a organizace přechodu odsouzeného nacisty Bruno Pfeifera za hranice.
Bedřich Judytka se k trestné činnosti doznal. Usvědčen byl i spolupachateli (Karlem Kopalem, Bohuslavem Houfkem, Františkem Klápštěm a Antonínem Hošnou). Byl odsouzen k trestu smrti. Proti rozsudku se odvolal, ale Nejvyšší soud v Praze rozsudek Státního soudu z 21. července 1950 v plném rozsahu potvrdil. Odvolání, projednávané 29. srpna 1950, bylo zamítnuto jako bezdůvodné. 
Bedřich Judytka byl převezen spolu s ostatními odsouzenými do pankrácké věznice v Praze již den po vynesení rozsudku. Zde byl v půl osmé ráno 18. prosince 1950 popraven.